# Cuthona ferruginea
Cuthona ferruginea is een slakkensoort uit de familie van de Cuthonidae. De wetenschappelijke naam van de soort is voor het eerst geldig gepubliceerd in 1902 door Friele.